# Ázsiai koel

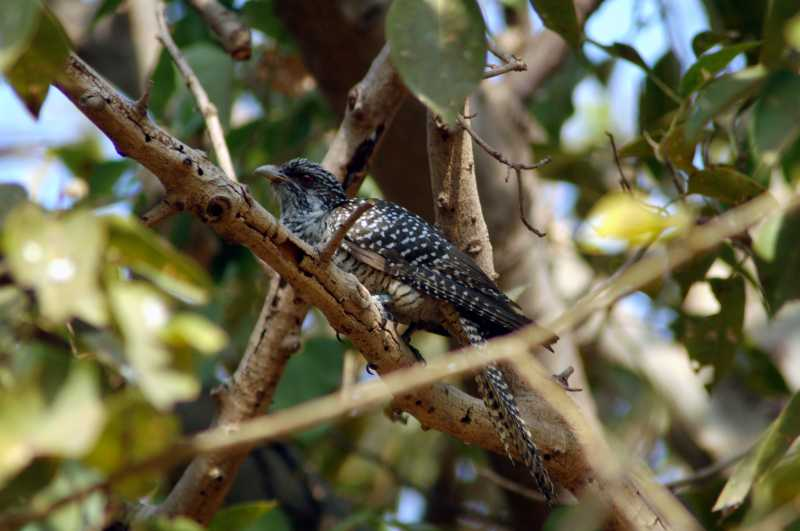

Az ázsiai koel (Eudynamys scolopacea) a madarak osztályának kakukkalakúak (Cuculiformes) rendjébe, ezen belül a kakukkfélék (Cuculidae) családjába tartozó faj.

## Előfordulása
Dél- és Délkelet-Ázsiában nagy területen honos faj.

## Alfajai
- Eudynamys scolopacea scolopacea – (Linnaeus, 1758) Pakisztán, India, Srí Lanka, a Maldív-szigetek, Nepál és Banglades területén honos
- Eudynamys scolopacea chinensis – (Cabanis & Heine, 1863) - Kína déli része, Vietnám, Laosz, Kambodzsa és Thaiföld
- Eudynamys scolopacea harterti – (Ingram, 1912) - Hajnan szigete
- Eudynamys scolopacea malayana – (Cabanis & Heine, 1863) - Maláj-félsziget, valamint az Indonéziához tartozó Nagy-Szunda-szigetek és a Kis-Szunda-szigetek
- Eudynamys scolopacea simalurensis – (Junge, 1936)
- Eudynamys scolopacea frater – (McGregor, 1904)
- Eudynamys scolopacea mindanensis – (Linnaeus, 1766) - Fülöp-szigetek, Celebesz, Maluku-szigetek északi szigetei
- Eudynamys scolopacea melanorhyncha – (S. Müller, 1843)
- Eudynamys scolopacea facialis – (Wallace, 1863)
- Eudynamys scolopacea corvina – (Stresemann, 1931) - Halmahera szigete
- Eudynamys scolopacea orientalis – (Linnaeus, 1766)
- Eudynamys scolopacea picata – (S. Müller, 1843)
- Eudynamys scolopacea rufiventer – (Lesson, 1830)
- Eudynamys scolopacea salvadorii – (Hartert, 1900)
- Eudynamys scolopacea alberti – (Rothschild & Hartert, 1907)
- Eudynamys scolopacea subcyanocephala – (Mathews, 1912)
- Eudynamys scolopacea cyanocephala – (Latham, 1801) - Ausztrál koel néven újabban különálló fajnak tartják.

## Megjelenése
Testhossza 45 centiméter. A hím tollazata fekete, szivárványhártyája piros. A tojó tollazata barna, fehér foltokkal díszítve.
|  |  |

## Életmódja
Mindenevő, fogyaszt rovarokat, hernyókat, kis gerinceseket, gyümölcsöket, nagyobb magvakat és kisebb madarak tojásait.

## Szaporodása

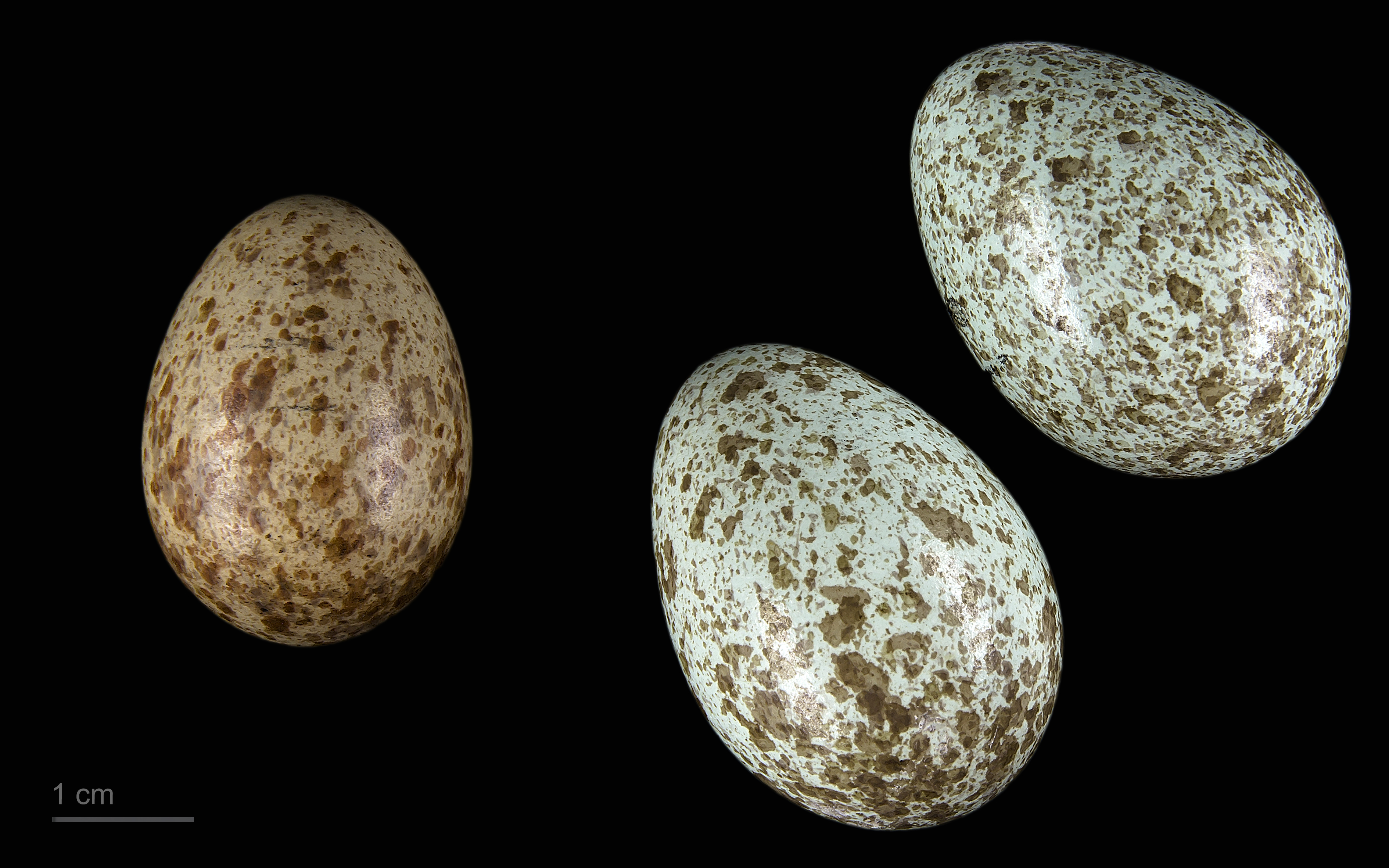
Eudynamys scolopaceus + Corvus splendens

Fészekparazita, tojását általában dzsungelvarjú és indiai varjú fészkébe rakja.

## Fordítás
- Ez a szócikk részben vagy egészben  az   Asian Koel című angol Wikipédia-szócikk fordításán alapul.  Az eredeti cikk szerkesztőit annak laptörténete sorolja fel. Ez a jelzés csupán a megfogalmazás eredetét és a szerzői jogokat jelzi, nem szolgál a cikkben szereplő információk forrásmegjelöléseként.

## Külső hivatkozások
- Képek az interneten a fajról
- Videó a fajról